# آکلینز
آکلینز (به لاتین: Acklins)  یک شهرستان در باهاما است که در اقیانوس اطلس واقع شده‌ است.

## خصوصیات
آکلینز ۲۳۸-۳۸۹ کیلومترمربع مساحت و ۵۶۰ نفر جمعیت دارد.